# Midtown Madness
Midtown Madness — компьютерная игра в жанре аркадных автогонок, разработанная Angel Studios и изданная Microsoft Studios. Первая игра из одноимённой серии. Midtown Madness была выпущена 27 февраля 1999 года. Продолжением серии Midtown Madness стала Midtown Madness 2, выпущенная 21 сентября 2000 года, а последней игрой серии стала Midtown Madness 3, выпущенная 17 июня 2003 года для Xbox.
Главной особенностью игры является открытый игровой мир. Microsoft объявила о том, что в игре будет возможность свободно передвигаться по городу, изменять условия гонок и исследовать карту. Также в Midtown Madness реализована возможность сетевых гонок по локальной сети и по интернету.
Действие игры происходит в Чикаго и основной целью игрока является победа в гонках и сбор автомобилей. В целом, игра получила положительные отзывы от игровых сайтов.

## Игровой процесс
В игре присутствуют четыре режима: блиц, гонка с чекпойнтами, гонки по кругу и исследование города. В начале игры игроку предлагаются на выбор пять автомобилей. Затем с достижением некоторых целей откроются ещё пять автомобилей. Перед гонкой игрок может изменить погоду и продолжительность гонки, а в режиме исследования города можно изменить частоту движения пешеходов, автомобилей и полицейских патрулей. В городе также присутствуют объекты, соответствующие реальным достопримечательностям Чикаго.
Midtown Madness поддерживает многопользовательские игры через локальную сеть, Интернет или последовательное соединение. Многопользовательский режим изначально поддерживался в игровой зоне MSN, а затем в GameSpy Arcade и XFire через DirectPlay.
В мультиплеере есть режим полицейского, грабителя и режим захвата флага, в котором игроки составляют две команды. Также в многопользовательскую игру были добавлены более реалистичные повреждения автомобилей.

## Автомобили
- Volkswagen New Beetle
- Автобус
- Cadillac Eldorado
- Ford Mustang GT
- Panoz Roadster
- Freightliner Century
- Ford Mustang Cruiser
- F-350
- Ford Mustang Fastback
- Panoz Esperante GTR-1

## Рецензии
| Сводный рейтинг       | Сводный рейтинг                                                                    |
| Агрегатор             | Оценка                                                                             |
| --------------------- | ---------------------------------------------------------------------------------- |
| GameRankings          | 81,26 %                                                                            |
| MobyRank              | 84/100                                                                             |
| Иноязычные издания    |                                                                                    |
| Издание               | Оценка                                                                             |
| AllGame               | 4,5 из 5 звёзд · 4,5 из 5 звёзд · 4,5 из 5 звёзд · 4,5 из 5 звёзд · 4,5 из 5 звёзд |
| CVG                   | 5/5                                                                                |
| Edge                  | 8/10                                                                               |
| GamePro               | [ 2 ]                                                                              |
| GameSpot              | 7,7/10                                                                             |
| GameZone              | 8,8/10                                                                             |
| IGN                   | 8,4/10                                                                             |
| PC Zone               | 9/10                                                                               |
| Old-Games             | 7/10                                                                               |
| Русскоязычные издания |                                                                                    |
| Издание               | Оценка                                                                             |
| Absolute Games        | 85 %                                                                               |

Absolute Games поставил игре 85 % и сделал заключение: «Игра оставляет двоякое впечатление. С одной стороны, потрясающая графика и отсутствие всяких тормозов в системе; блестящий компьютерный интеллект и голодный разбуженный азарт. С другой — нелогичность происходящего».
IGN поставил игре оценку 8,4 балла из 10. Обозреватели отметили детально проработанный открытый мир, возможность игры по интернету в нескольких режимах, высоко интерактивный город и лёгкость управления. Вердикт обозревателей: «Midtown Madness является развлекательной игрой, которая будет держать вас приклеенным к экрану в безумном порыве к финишу. Самое лучшее в этой игре — это ощущение, что вы катаетесь в настоящем городе, а не только едете по кругу. Midtown Madness рекомендуется всем».
Old-Games поставил игре семь баллов из десяти и отметили в игре невыносимо аркадный геймплей, непроработанную физику и странное поведение ИИ. Итог: «Что-то оно такое есть в том, чтобы прокатиться по реалистичному (относительно) городу и разбить вдребезги Ford Mustang вместе ещё с несколькими такими же придурками. Но вот гонками это назвать не получается — попсовая реализация, сделанная криворукими безумцами, убивает большую часть идеи на корню»
GameSpot поставил игре 7,7 баллов из 10. Обозреватели отметили реалистичные модели автомобилей, хорошую графику и звуковое сопровождение.